# Maecenas Eason Benton
Maecenas Eason Benton (* 29. Januar 1848 bei Dyersburg, Tennessee; † 27. April 1924 in Springfield, Missouri) war ein US-amerikanischer Politiker. Zwischen 1897 und 1905 vertrat er den Bundesstaat Missouri im US-Repräsentantenhaus.

## Werdegang
Maecenas Benton war ein Großneffe von US-Senator Thomas Hart Benton (1782–1858). Er besuchte die öffentlichen Schulen seiner Heimat und studierte später an der Saint Louis University. Während des Bürgerkrieges diente er im Heer der Konföderation. Nach einem Jurastudium und seiner Zulassung als Rechtsanwalt begann er in Neosho (Missouri) in diesem Beruf zu arbeiten. Zwischen 1878 und 1884 fungierte er als Staatsanwalt im dortigen Newton County. Von 1885 bis 1889 war Benton Bundesstaatsanwalt. Gleichzeitig schlug er als Mitglied der Demokratischen Partei eine politische Laufbahn ein. Im Jahr 1896 war er Delegierter zur Democratic National Convention in Chicago, auf der William Jennings Bryan erstmals als Präsidentschaftskandidat nominiert wurde.
Bei den Kongresswahlen des Jahres 1896 wurde Benton im 15. Wahlbezirk von Missouri in das US-Repräsentantenhaus in Washington, D.C. gewählt, wo er am 4. März 1897 die Nachfolge von Charles G. Burton antrat. Nach drei Wiederwahlen konnte er bis zum 3. März 1905 vier Legislaturperioden im Kongress absolvieren. In diese Zeit fiel der Spanisch-Amerikanische Krieg von 1898. Im Jahr 1904 unterlag Benton dem Republikaner Cassius M. Shartel. Nach seinem Ausscheiden aus dem US-Repräsentantenhaus praktizierte er wieder als Anwalt in Neosho. In den Jahren 1922 und 1924 war er Delegierter auf Versammlungen zur Überarbeitung der Staatsverfassung von Missouri. Er starb am 27. April 1924 in Springfield und wurde in Neosho beigesetzt.